# Grimpianá
Grimpianá är en ort i Grekland.   Den ligger i prefekturen Nomós Kardhítsas och regionen Thessalien, i den centrala delen av landet, 240 km nordväst om huvudstaden Aten. Grimpianá ligger 402 meter över havet och antalet invånare är 118.
Terrängen runt Grimpianá är varierad. Grimpianá ligger nere i en dal. Runt Grimpianá är det glesbefolkat, med 12 invånare per kvadratkilometer. Närmaste större samhälle är Skoulikariá, 11,3 km sydväst om Grimpianá. 